# Castejón de Tornos
Castejón de Tornos ist ein Ort und eine Gemeinde (municipio) mit nur noch 66 Einwohnern (Stand: 2024) im äußersten Norden der Provinz Teruel in der autonomen Region Aragonien im östlichen Zentrum von Spanien. Die Gemeinde gehört zur bevölkerungsarmen Serranía Celtibérica.

## Lage und Klima
Castejón de Tornos liegt in den Bergen der Sierra de Cucalón in ca. 1085 m Höhe und ist ca. 70 km (Fahrtstrecke) in nordnordwestlicher Richtung von der Provinzhauptstadt Teruel entfernt. 
Das Klima ist trotz der Höhenlage gemäßigt bis warm; Regen (472 mm/Jahr) fällt übers Jahr verteilt.

## Bevölkerungsentwicklung
| Jahr      | 1970 | 1981 | 1991 | 2001 | 2011 | 2021 |
| Einwohner | 260  | 155  | 122  | 92   | 64   | 51   |

## Sehenswürdigkeiten
- Kirche Mariä Himmelfahrt, als Teil der früheren Burg ist der Kirchturm noch hinterlassen
- Michaeliskapelle

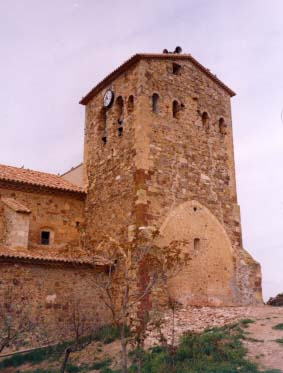
Kirchturm Mariä Himmelfahrt (Turm der früheren Burg)